# Толкачево (Вязовская волость)
Толкачево — деревня в Новосокольническом районе Псковской области России. Входит в состав Вязовской волости.

## География
Расположена в 57 км к северо-западу от города Новосокольники и в 8 км к востоку от волостного центра, деревни Вяз.

## Население
| 2001 | 2002 | 2010 |
| ---- | ---- | ---- |
| 78   | ↘72  | ↘50  |

Численность населения деревни по оценке на начало 2001 года составляла 78 человек, на 2010 год — 70 человек.